# Трёхмерная компьютерная игра
Трёхмерная компьютерная игра (3D, англ. three-dimensional) — игра, визуальное пространство которое целиком построено из трёхмерных объектов. Персонаж находится в трёхмерном пространстве и в некоторых играх имеет полную свободу передвижения. Первая 3D игра — Maze War (1973).

## Технология
Компьютер строит игровую сцену из набора трёхмерных математических моделей объектов (моделирование) и затем превращает полученную сцену в плоскую картину, отображаемую монитором (рендеринг). Процесс построения сцены включает в себя создание моделей, расчёт освещения, теней, бликов и отражений, расчёт физики движения и взаимодействия моделей, наложение текстур, наложение атмосферной дымки, сглаживание изображения и т. д. Всё это объясняет высокие требования трёхмерных игр к вычислительной мощности компьютера. Процесс создания простейшего объекта в самых общих чертах выглядит так, по аналогии с созданием материальной модели.
- Вырезаем из бумаги треугольники и квадраты и склеиваем из них домик. — Создаётся полигональный «каркас» дома; в самом простом случае для этого достаточно нескольких многоугольников, но чем больше используется многоугольников — тем более точной и натуралистичной получается модель.
- Раскрашиваем домик. — На крышу накладывается текстура, изображающая черепицу, а на стены — текстуры, изображающие кирпичную кладку, окна и двери.
- Включаем настольную лампу. — Задаётся положение источника света (Солнца) в пространстве и соответственно рассчитывается освещение дома и отбрасываемая им тень.
- Фотографируем домик. — Задаётся положение «камеры» (то есть точки зрения наблюдателя) в пространстве и соответственно создаётся проекция сцены на плоскость экрана монитора.

## 2D и 3D
Трёхмерные игры принципиально отличаются от двухмерных (2D), в которых игровое пространство состоит из готовых плоских изображений — рисованных от руки либо созданных художником в трёхмерной среде моделирования и затем сохранённых как обычные изображения. Задача компьютера сводится здесь лишь к комбинированию этих изображений в соответствии с алгоритмами игры, чем объясняются низкие требования двухмерных игр к мощности компьютера. Свобода перемещения персонажа в двухмерных играх ограничена: он может передвигаться лишь по предусмотренному разработчиками маршруту.
Возможны промежуточные варианты между 2D и 3D. Иногда для них используется термин 2.5D.
- Пространство игры трёхмерно, но модели игровых объектов — зданий, растений, персонажей — представляют собой плоские картинки, спрайты. Пример — ранние трёхмерные игры, такие как Wolfenstein 3D и Doom. В современных трёхмерных играх спрайты используются лишь для отображения объектов, присутствующих в очень большом количестве (например, травы и деревьев), а также объектов, удалённых от персонажа на большое расстояние. Делается это для экономии вычислительных ресурсов компьютера: например, моделирование полностью трёхмерного дерева с тысячами листьев — очень сложная задача для компьютера, а моделирование целого леса — задача невыполнимая, и без спрайтов здесь обойтись невозможно.
- Пространство игры двухмерно, но модели персонажей выполнены трёхмерными. Такая технология используется во многих квестах. Она позволяет совместить высококачественный двухмерный рисованный фон (как правило, частично анимированный) с «живыми» свободно движущимися персонажами и при этом нетребовательна к мощности компьютера. Яркий пример такой игры — Syberia.

## Управление
Управление в трёхмерных играх, как правило, осуществляется клавиатурой с мышью, либо геймпадом. Нажатие клавиш или отклонение стика геймпада заставляет персонажа двигаться в нужном направлении (обычно это клавиши W, S, A, D, реже — клавиши-стрелки или стики для геймпада). Движение мыши заставляет персонажа поворачиваться. Щелчок левой кнопкой мыши соответствует какому-либо действию — в зависимости от жанра игры это может быть стрельба, удар мечом, взаимодействие с предметом или другим персонажем. Щелчок правой кнопкой мыши, как правило, в шутерах и ролевых играх соответствует блокированию атаки или альтернативной атаке, а в квестах — открытию меню. Клавиша Space обычно соответствует прыжку, а одновременное нажатие клавиш Shift и W заставляет персонажа бежать. Назначение прочих клавиш клавиатуры индивидуально для каждой игры.
Бывают исключения из этих правил. Например, в трёхмерной приключенческой игре Uru: Ages Beyond Myst всё управление персонажем может осуществляться мышью: ходьба, бег, поворот, обзор, взаимодействие с предметами.